# Obolon
För andra betydelser, se Obolon (olika betydelser).

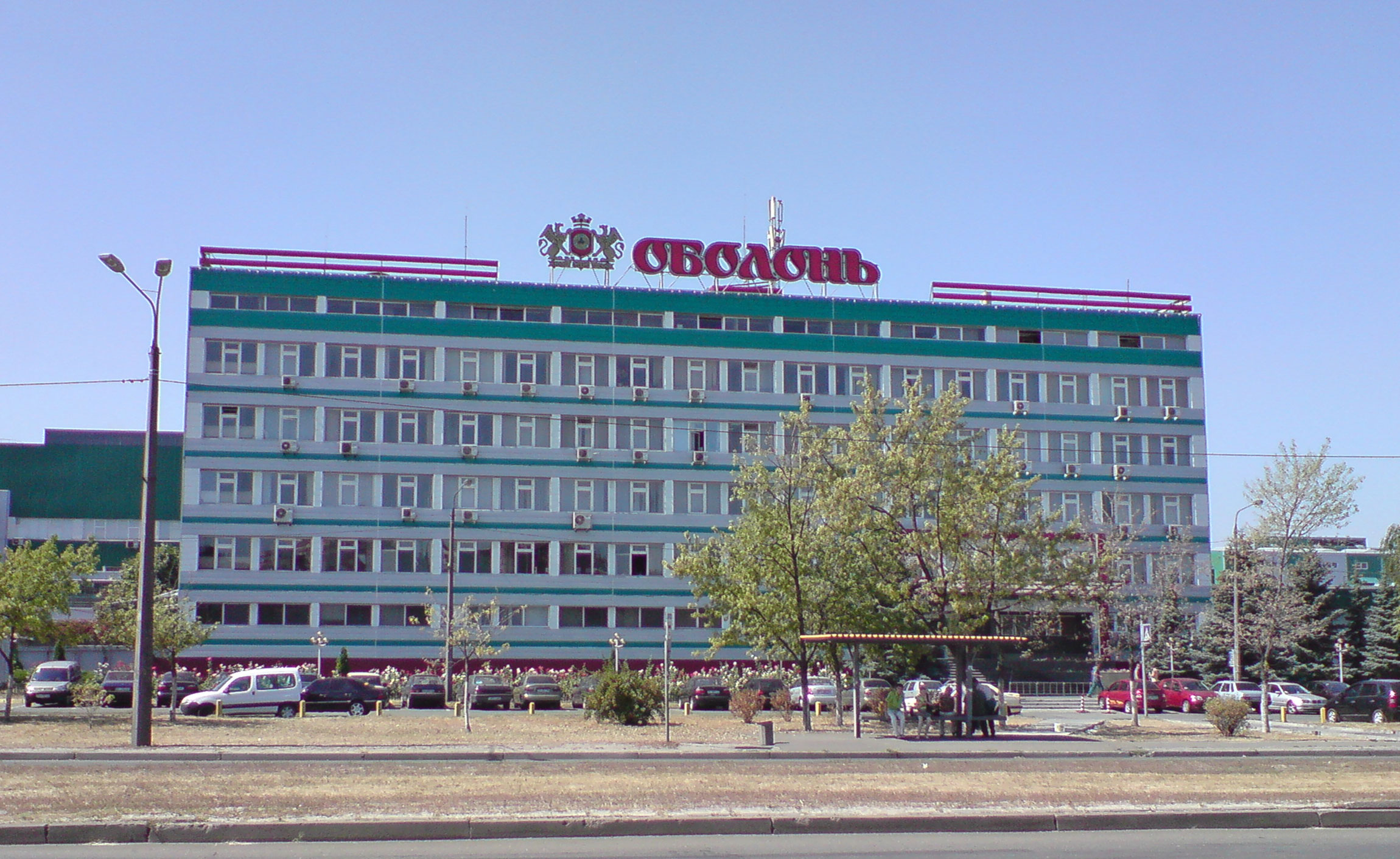
Obolon år 2008.

Obolon (ukrainska: ЗАТ "Оболонь") är ett ukrainskt bryggeri. Bryggeriet är den näst största ölproducenten i Ukraina efter InBev och den största läskproducenten, bland annat producerar man Coca-Cola. Företagets största bryggeri ligger i Kiev men bryggerier finns även i Bershad (Vinnytsia oblast),
Fastiv (Kiev oblast), Krasyliv (Chmelnytskyj oblast), Okhtyrka (Sumy oblast) och Sevastopol på Krim.
Bryggeriet är fotbollsklubben FC Obolon Kievs huvudsponsor och har även givit namn åt klubben och dess hemmaplan Obolon Stadion.